# قصعين برزفالسكي
قصعين برزفالسكي (الاسم العلمي:Salvia przewalskii) هو نوع من النباتات يتبع جنس القصعين من الفصيلة الشفوية.